# 水越千尋
水越 千尋（みずこし ちひろ、1993年1月31日 - ）は、山梨放送のアナウンサー。山梨県上野原市出身。山梨県立都留高等学校、早稲田大学卒業。

## 来歴
2015年、山梨放送に入社。同期入社はエリザベス・ハードキャッスル。

2019年1月の山梨日日新聞記事で結婚したことを公表。
2020年9月2日、担当ラジオ番組『はみだし しゃべくりラジオ キックス』にて妊娠7ヶ月であることを発表し、9月末から産休に入った。12月9日、予定日より6日遅れて第一子となる女の子を出産した。

2021年4月に担当ラジオ番組『Bloomin'』にて復帰した。
2023年3月をもって担当テレビ番組『やまなしマルシェ』を卒業し、4月より第2子出産のため産休に入った。5月21日、第二子となる女の子の出産を発表した。
2024年5月13日より業務に復帰した。

## 人物・エピソード
- ハロー!プロジェクトやジャニーズのアイドルが好きで[8]造詣が深く、担当番組の中でも話題に上げている。
- 2024年3月3日に開催された山梨放送主催のアイドルイベント「よっちゃばれフェス」では、産休明け前ではあるが、アイドルへの造詣が深い水越がMCを担当した[9]。

## 出演番組
テレビ
- やまなしマルシェ（2015年6月 - 2017年3月、2022年4月 - 2023年3月）
- YBSニュース（2015年- ）
- ててて!TV
  - 火曜リポーター、水曜腹ペコ横丁リポーター（2015年6月 - 2017年3月）
  - ナレーション（2022年4月 - 2023年3月）
- 海と日本PROJECT in やまなし
- 松下誠と水越千尋のマーケットビタミン（COMMDITY ONLINE TV）
- YBSワイドニュース（2017年4月3日 - 2020年3月27日） - キャスタ－
- 24時間テレビ 愛は地球を救う45（2022年） - 山梨放送メインパーソナリティ（服部廉太郎と担当）
- 24時間テレビ47 愛は地球を救うのか?（2024年） - 山梨放送メインパーソナリティ（服部廉太郎と担当）

ラジオ
- 909morning
  - 金曜日担当（2025年4月4日 - ）
- ラジオライトハウス（2022年4月 - 2023年3月）
- YBSラジオニュース（不定期）

- ラジオ図書室（朗読を数回）
- はみだし しゃべくりラジオ キックス
  - 水曜日担当（2020年4月 - 2020年9月[注釈 1]・2021年4月 - 2022年3月）
- Bloomin'（2021年4月3日 - 2022年3月26日） - パーソナリティ[10]